# Contea di Wyoming (Virginia Occidentale)
La contea di Wyoming (in inglese Wyoming County) è una contea dello Stato della Virginia Occidentale, negli Stati Uniti. La popolazione al censimento del 2000 era di 25 708 abitanti. Il capoluogo di contea è Pineville.